# Nicolas Blondlot
Nicolas Blondlot, né le 4 février 1808 à Charmes dans les Vosges et mort le 7 janvier 1877 à Nancy, est un médecin et chimiste français. Expert en toxicologie, il a fait bénéficier les expertises judiciaires des connaissances scientifiques de son temps, notamment par l'emploi du microscope dans l'analyse des taches de sang.

## Biographie
Nicolas Blondot commence ses études médicales à Nancy et les poursuit à Paris. Il obtient son diplôme de docteur en médecine en 1833 à l'âge de 25 ans. De retour à Nancy, il étudie la physiologie expérimentale et la chimie. 
Professeur de chimie à l'école de médecine, il occupe la chaire de chimie médicale et toxicologie. Il est alors considéré comme « une des gloires de l’École de médecine de Nancy ». Il est élu à l'Académie Stanislas en 1850, est nommé chevalier de la Légion d'honneur le 13 août 1861, et reçoit le Prix Montyon en 1870.
Il est le père du physicien René Blondlot.

## Postérité
Une rue de Nancy porte son nom et celui de son fils, la rue des Blondlot.
Un tableau le représentant décore une des salles des thèses de la faculté de médecine.